# Pożar pociągu relacji Kair–Luksor
Pożar pociągu relacji Kair – Luksor – pożar pociągu, który miał miejsce 20 lutego 2002 roku w pobliżu miejscowości Al-Ajjat w muhafazie Giza w Egipcie. W pociągu relacji Kair – Luksor o godzinie 2 w nocy zapaliło się jedenaście wagonów. Siedem wagonów spaliło się niemalże doszczętnie, pozostałe cztery – w znacznym stopniu. Według oficjalnych raportów zginęły 383 osoby.
Wiele organizacji i osób uważa tę liczbę ofiar za zaniżoną, doszukując się w tym manipulacji ze strony rządu w celu obniżenia skali tragedii w oczach egipskiego społeczeństwa. Szacuje się, że w każdym z wagonów mogło być nawet dwa razy więcej osób, niż przewidywała ładowność – 300 pasażerów na wagon zamiast 150.
Zanim maszynista zorientował się, co się stało i zatrzymał pociąg, skład przejechał jeszcze od 2 do 8 kilometrów (według różnych źródeł). Niektóre źródła mówią, że pociąg podróżował nawet jeszcze dwie godziny od wybuchu pożaru do zatrzymania składu. Przerażeni pasażerowie wyskakiwali przez okna. Nie jest jasne, dlaczego żaden z pasażerów, którzy zauważyli pożar, nie użył hamulca awaryjnego, by natychmiast zatrzymać pociąg.
Wedle oficjalnych źródeł przyczyną pożaru była eksplozja butli gazowej w jednej z kuchenek używanych przez pasażerów podczas podróży (w piątym wagonie składu). Wybuch spowodował powstanie pożaru, który przeniósł się na inne wagony, podsycany pędem powietrza wokół jadącego pociągu.